# واکنش‌ها به اعتراضات ۱۳۹۸ ایران
اعتراضات ۱۳۹۸ ایران یا اعتراضات سراسری آبان‌ماه ۱۳۹۸ مجموعهٔ اعتراضات مردمی و ضد حکومتی در سراسر ایران در آبان ۱۳۹۸ بود که به‌دنبال انجام مجدد سهمیه‌بندی سوخت و افزایش ۳۰۰ درصدی قیمت بنزین رخ داد. با اجرای طرح افزایش قیمت بنزین و اعتراضات بعد از آن، شخصیت‌ها و نهادهای مختلف به این موضوع واکنش نشان دادند.

## داخلی
- امامی کاشانی (خطیب جمعه تهران): «این موضوع تصمیمی است که دولت و مجلس و فرهیختگان اقتصادی گرفته‌اند ولی باید در اجرای آن دقت کرده و نظارت داشت و علاوه بر آن نباید کالاها و اجناس گران شود و به همین دلیل همگان را به انصاف توصیه می‌کنم. گران شدن بنزین نباید منجر به گرانی همه چیز در کشور شده و بحران ایجاد شود».[۲۱]
- محمدجعفر منتظری (دادستان وقت کل ایران) شنبه ۲۵ آبان، معترضان به افزایش قیمت بنزین را «اخلال‌گر» خواند و تهدید کرد که با آنان برخورد جدی خواهد شد.[۲۲]
- سید محمدعلی علوی گرگانی (مرجع تقلید) در دومین روز اعتراضات در پیامی از دولت خواست «تا دیر نشده، در تصمیم خود تجدیدنظر کند».[۲۳]
- پروانه سلحشوری با اشاره به این‌که افزایش قیمت بنزین در جلسهٔ سران سه قوه تصمیم‌گیری شده، در توییترش نوشت: «مدت‌هاست مجلس در رأس امور نیست» و افزود «همین یک رکن دموکراسی را نیم‌بند داشتیم که فاتحهٔ آن هم خوانده شد. مجلس بعدی را تعطیل کنید، خودش اقتصاد مقاومتی است».[۲۴]
- سید علی خامنه‌ای، رهبر جمهوری اسلامی ایران، در جلسهٔ درس خارج فقه ۲۶ آبان ۱۳۹۸، اعلام کرد که در خصوص قیمت بنزین سررشته و تخصصی ندارد، (او پنج بار بر سررشته نداشتن یا تخصص نداشتنش در مورد مسائل اقتصادی تأکید کرد[۲۵]) اما «اگر سران سه قوه تصمیم بگیرند»، از آن تصمیم حمایت خواهد کرد. او حوادثی مانند آتش زدن بانک‌ها و ایجاد ناآرامی‌ها را کار « «اشرار و ضدانقلاب و دشمنان ایران» و نه مردم خواند[۲۶][۲۷][۲۸] و با اشاره به جان باختن تعدادی از معترضان، اجرای طرح افزایش قیمت سوخت را ضروری دانست.[۲۹] سید علی خامنه‌ای همچنین خطاب به مسئولان جمهوری اسلامی گفت که باید مراقب باشند که قیمت اجناس دیگر بر اثر گرانی بنزین، افزایش پیدا نکند.[۳۰][۳۱]
- خسرو سینایی در ۲۹ آبان در مصاحبه‌ای گفت: «آرزو می‌کنم ماجرا به ترتیبی پیش برود که برادرکشی و در مقابل هم قرار گرفتن کم پیش بیاید یا اصلاً پیش نیاید». او با اظهار نگرانی از در مقابل همدیگر ایستادن‌ها افزود که «با برادرکشی و کینه‌توزی به جایی نمی‌رسیم».[۳۲]
- سید احمد خاتمی، امام جمعه تهران، در خطبه‌های نماز جمعهٔ ۱ آذر ۱۳۹۸، قرار گرفتن اعتراضات در چارچوب قانون اساسی را پیش‌نیاز خودداری از برخورد با معترضین اعلام کرد. وی از مردم درخواست کرد که «اشرار» را شناسایی کرده و آنان را «بدون کمترین دلسوزی» به مسئولان معرفی کنند. خاتمی همچنین از قوهٔ قضائیه درخواست کرد تا «یاغیان» را به «اشد مجازات» برساند. وی قطع کردن اینترنت را یک «تدبیر ستودنی» خواند و درخواست کرد که اینترنت مجدداً متصل نشود.[۳۳]
- ابوالفضل قدیانی در نامه‌ای سرگشاده گران کردن بنزین را تلاش دولت روحانی برای تأمین هزینه‌های سنگین و گزاف سیاست‌های تنش‌زای رهبر جمهوری اسلامی توصیف کرد و خامنه‌ای را مسئول اصلی خون‌های ریخته‌شده طی اعتراض‌های آبان ۹۸ دانست.[۳۴]
- حمید بعیدی‌نژاد سفیر ایران در بریتانیا در توئیتی اعلام کرد که از شبکه‌های بی‌بی‌سی فارسی، ایران اینترنشنال و من و تو به آفکام (نهاد نظارت بر شبکه‌های تصویری در بریتانیا) به دلیل اینکه به گفته او تحولات اخیر ایران را به‌طور مغرضانه تحریف کرده و علیه نهادهای مدنی ایران دعوت به خشونت گسترده کرده‌اند، شکایت خواهند کرد.[۳۵]
- حسن روحانی، رئیس‌جمهور ایران، در سخنرانی ۶ آذر ۱۳۹۸ خود اعلام کرد که «من هم مثل همه مردم ایران مطلع شدم که صبح جمعه قیمت بنزین تغییر کرده است». وی بیان کرد که گرانی بنزین، جلوی نیاز به واردات بنزین را گرفته است. روحانی گفت که طرح گران شدن بنزین از سال ۱۳۹۵ مطرح بوده است. او هدف از اجرای این طرح را «کمک به مردم» خواند.[۳۶][۳۷]
- سید علی خامنه‌ای در دیدار ۶ آذر ۱۳۹۸ با نیروهای بسیج، در اشاره به اعتراضات به گرانی بنزین، از مردم ایران برای «نابود» کردن «توطئهٔ عمیق وسیع بسیار خطرناک» تشکر کرد.[۳۸]
- مهدی کروبی سخنان حسین سلامی که گفته بود «ایران امروز درگیر یک جنگ بزرگ جهانی است» را سفیهانه خواند و گفت: «ریشهٔ اعتراضات اخیر را باید در فساد، تحقیر، تبعیض و نابرابری حاکم جستجو کرد نه در آن سوی آب‌ها.»[۳۹]
- میرحسین موسوی در پیامی کوتاه سرکوب معترضان اعتراض‌های آبان‌ماه را با کشتار تظاهرکنندگان میدان ژاله در سال ۵۷ مقایسه کرد و نسبت به عواقب آن هشدار داد.[۴۰] به گفتهٔ موسوی «آدمکشان سال ۵۷ نمایندگان یک رژیم غیردینی بودند، و مأموران و تیراندازان آبان ۹۸ نمایندگان یک حکومت دینی. آنجا فرمانده کل قوا شاه بود و امروز اینجا ولی فقیه با اختیارات مطلقه».[۴۰]
- سید محمد خاتمی جریان‌های بیرون کشور را به موج‌سواری متهم کرد و آن‌ها را کوچک‌تر از آن دانست که بخواهند برنامه‌ریزی کنند. او اضافه کرد: «در داخل هم هستند کسانی که غارت، تخریب و آشوب ایجاد می‌کنند. به هر حال جوری وانمود می‌شود که مسئله، براندازی نظام است». خاتمی، اصلاح‌طلبان را کسانی معرفی کرد که «خواستار این نظام هستند، اما می‌گویند این نظام باید اصلاح‌پذیر باشد» و مواضع خامنه‌ای در قبال اعتراضات را ستود.[۴۱]

- تعدادی از هنرمندان ایرانی در ۹ آذر ۱۳۹۸ در اعتراض به کشتار مردم معترض بیانیه‌ای با عنوان «صدای آبان ۹۸» منتشر کردند. در این بیانیه آمده است: «با مردم چه می‌کنید؟ کدام روزن را برای شنیدن صدای مردم باز گذاشته‌اید؟ کدام تجمع اعتراضیِ مردم را تاب آورده‌اید؟ کدام حزب و تشکیلاتی که بتواند بیانگر خواست‌های مردم باشد را باقی گذاشته‌اید؟ هم‌چنان برآنید تا با خشونت، مردم را از ابتدایی‌ترین حقوق انسانی و بدیهی‌ترین نیازهای شهروندی‌شان محروم کنید؟ بدانید که فریاد فرو خُفته در گلوی مردم این سرزمین در تاریخ ماندگار خواهد شد.»[۴۲] اسامی امضا کنندگان به نقل از BBC فارسی در خبرگذاری های مختلف،متفاوت بیان شد اما کامل ترین پوشش و بالاترین تعداد اسامی توسط تیتربرتر پخش شد و عبارت بود از: اصغر فرهادی، کیهان کلهر، شهاب حسینی، فاطمه معتمدآریا، پیمان معادی، مهناز افشار، مسعود کیمیایی، بهرام رادان، رخشان بنی‌اعتماد، فیروز نادری، مرجان فرساد،گوهر خیراندیش، فرهاد توحیدی، مجتبی میرتهماسب، حسین علیزاده، لیلی گلستان، اکبر زنجانپور، بهمن فرمان‌آرا، داریوش مهرجویی، رضا درمیشیان، جعفر پناهی، مصطفی آل‌احمد، محمد رسول‌اف، رهام سبحانی، حسین سناپور، ارشد طهماسبی، امیر اثباتی، نغمه ثمینی، محسن امیریوسفی، مجید برزگر، منیژه حکمت، نگار اسکندرفر، امیرشهاب رضویان، جابر قاسمعلی، کتایون شهابی، تهمینه میلانی، محمد رضایی‌راد، باران کوثری، پگاه آهنگرانی، مصطفی خرقه‌پوش، مهتاب نصیرپور، محمد رحمانیان، فیروزه صابر، حبیب رضایی، محمدرضا موئینی، میثم موئینی، جمال رحمتی، صابر ابر، محسن تنابنده، مهراب قاسم‌خانی، تینا پاکروان، سام درخشانی، دنیا مدنی، سعید روستایی، الهام پاوه‌نژاد، شهره لرستانی، پژمان جمشیدی، امین حیایی، سیما تیر انداز، هانیه توسلی، لیلا بلوکات، فرهاد اصلانی، سودابه مرادیان، بهاره کیان افشار، سحر دولتشاهی، سهراب پورناظری، ناصر تقوایی، گلشن برازش،ستاره اسکندری، پولاد کیمیایی، پارسا پیروزفر، علی مصفا، ریحانه طراوتی، حسین پاکدل، احمد مهرانفر، جمیله دارالشفایی، مازیار فکری ارشاد، پانته‌آ بهرام، نرگس آبیار، محمد رضا پناهی، سوسن پرور،کمند امیرسلیمانی، احسان کرمی، بزرگمهر حسین‌پور، احترام برومند، نوید محمدزاده، مهراوه شریفی‌نیا، رضا داوود نژاد، سیروس گرجستانی اسعد فدائی، سعید آقاخانی، اشکان خطیبی، حامد بهداد، سارا خوئینی‌ها، هومن سیدی، الهام کردا، حمیدرضا آزرنگ، سارا بهرامی، فاطمه گودرزی، مهتاب نصیرپور، سولماز نراقی، آزاده صمدی، شیب خداداد، اسدالله یکتا، برزو ارجمند، هومن بهمنش، ملیکا شریفی‌نیا، پریناز ایزدیار، حامد کمیلی، امیر کربلایی‌زاده، مکس امینی، آناهیتا همتی، هانا کامکار، امیرحسین فتحی، مینا ساداتی، فلور نظری، رضا کشاورز، حسین مهری، علی قصرالدشتی، فقیهه سلطانی، سامان سالور، اردشیر کامکار،بیژن کامکار، شیرین بلورچی، امید نعمتی، علی فروتن، ماهایا پطروسیان، مرضیه برومند، مریم طلایی، شبنم فرشادجو. هرچند که تعداد از این اسامی تایید نشدند ولیکن تعدادی در اعتراضات ۱۴۰۱ نیز حمایت نشان داده و مهر تایید بر اسامی خود در این باره زدند، مدارک اعتراض جمعی از این اسامی نیز در فیسبوک به اشتراک گذاشته شد
- قبل از این بیانیه نیز هنرمندانی از جمله داریوش اقبالی، گلشیفته فراهانی، گوگوش، اندی، ابراهیم حامدی، حمید طالب‌زاده، بیژن بنفشه‌خواه به‌صورت مستقل در صفحات اجتماعی‌شان همراهی خود را با مردم معترض و مخالفت با کشتار و سرکوب حکومت اعلام کرده بودند.
- در ۱۲ آذر ۱۳۹۸ علی مطهری نقش پررنگ اپوزیسیون خارجی در اعتراضات را رد کرد و اکثریت معترضان را از تودهٔ تهی‌دست مردم دانست.[۴۳] او با اشاره به این‌که خیلی از بازداشت‌شدگان فرق اصلاح‌طلب و اصول‌گرا را نمی‌دانند گفت: «یک افتضاحی شده ولی باید به گونه‌ای آن را جمع کرد تا اصل نظام آسیب نبیند.»[۴۴]
- صدها تن از معلمان شاغل و بازنشسته در سراسر ایران با انتشار بیانیه‌ای نسبت به سرکوب شدید مردم در تظاهرات خیابانی اخیر در ایران و «فساد سازمان یافته در حاکمیت جمهوری اسلامی ایران» اعتراض کردند. در این بیانیه، که ۴۵۰ نفر از معلمان آن را امضا کرده‌اند، آمده است شعارهای سرداده شده در اعتراض‌های خیابانی نشان می‌دهد که ریشه اعتراض مردمی در «فساد سازمان یافته در حاکمیت و تبعیض و بی‌عدالتی» است.[۴۵]
- در ۲۵ آذر ۱۳۹۸، ۱۵۰ تن از اعضای جامعهٔ پزشکان ایران با انتشار بیانیه‌ای در خصوص اعتراضات اخیر واکنش نشان داده و عنوان کرده‌اند: نحوه مقابله با اعتراض‌های اخیر «نشان از اوج شکاف ملت-دولت در زمانه ماست». همچنین «معلمان عدالت‌خواه» که یک تشکل صنفی مستقل است طی بیانیه‌ای اسامی ۱۹ دانش‌آموز ۱۳ تا ۱۸ ساله‌ای را که در جریان اعتراضات کشته شدند منتشر کرده‌اند.[۴۶]
- در ۳ دی ۹۸ بهرام بیضایی در نامه‌ای سرگشاده با اشاره به همزمانی روز تولدش، با چهلم کشته‌شدگان اعتراضات ۱۳۹۸ اعلام کرد که این روزها هیچ شرکتی در هیچ جشن و آیینی ندارد. در بخشی از این نامه آمده است: «تولد اتفّاقی من در پنجم دی، سال‌ها پیش با مرگ اکبر رادی نمایشنامه‌نویس سیاه شد و سپس با فاجعهٔ قربانیان زلزله بم سیاه‌تر و در همزمانی با چهلم قربانیان وقایع خونبار و باورنکردنی اخیر جایی برای سیاه‌تر شدن در آن نمانده است».[۴۷]

## بین‌المللی
- دفتر کمیسر عالی حقوق بشر سازمان ملل متحد نسبت به کشتار معترضان در ایران اظهار «نگرانی عمیق» کرد. امضاکنندگان این بیانیه: جاوید رحمان، گزارشگر ویژه حقوق بشر ایران، کلمان وول، نماینده ویژه حق تجمع آزاد، دیوید کی، گزارشگر ویژه حق آزادی بیان، و آنیس کالامار، گزارشگر ویژه اعدام‌های فراقانونی بوده‌اند.[۴۸]
- در ۲۶ نوامبر ۲۰۱۹ پنج تن از برندگان جایزهٔ صلح نوبل، حکومت جمهوری اسلامی را به‌خاطر اعمال خشونت و سرکوب مردم ایران محکوم کرده و طی نامه‌ای سرگشاده از کمیساریای عالی حقوق بشر سازمان ملل متحد و کمیتهٔ حقوق بشر اتحادیهٔ اروپا، نهادهای بین‌المللی حقوق بشر و کلیه کشورهایی که پیوندهای سیاسی و اقتصادی با ایران دارند، خواستند که این حکومت را محکوم کنند. آنان خواستار پایان دادن به کشتارها، دستگیری‌ها، و رفع محدودیت کامل اینترنت در ایران شدند.[۴۹][۵۰]
- در ۱۰ آذر، صفحهٔ اینستاگرام سفیر دیجیتال سازمان ملل با نام «اِلیکس»، تصویری از او با صورتی گریان و بهت‌زده، با پس‌زمینهٔ پرچم سه رنگ ایران منتشر کرد.[۵۱]
- در ۶ دسامبر ۲۰۱۹ میشل باچله، کمیسر عالی حقوق بشر سازمان ملل ضمن اظهار نگرانی از ادامه دستگیری‌ها در ایران و عدم شفافیت از طرف جمهوری اسلامی دربارهٔ آمار کشته‌شدگان و شیوه برخورد با هزاران بازداشتی، خواهان تحقیق مستقل و بی‌طرفانه دربارهٔ سرکوب شدید اعتراضات در ایران شد.[۵۲][۵۳]
- در ۲۷ آذر ۱۳۹۸ فیلیپ لوتر، مدیر پژوهش‌های غرب آسیا و شمال آفریقای سازمان عفو بین‌الملل گفت «بدون فشار فوری بین‌المللی، هزاران نفر در معرض خطر شکنجه و سایر بدرفتاری‌ها قرار دارند.»[۵۴]
- پارلمان اروپا روز پنج‌شنبه ۱۹ دسامبر ۲۰۱۹ سرکوب خشونت‌بار نیروهای امنیتی حکومت ایران با معترضان اعتراضات آبان ماه را با تصویب قطعنامه‌ای با اکثریت قاطع اعضای پارلمان محکوم کرد و تصریح کرد: «نیروهای امنیتی بر روی معترضان غیرمسلح آتش گشوده‌اند و شلیک به سوی آنها به قصد کشتن انجام شده است».[۵۵][۵۵][۵۶]
- ۱۶ گزارشگر ویژه و کارشناسان سازمان ملل متحد در ۲۰ دسامبر از مقامات جمهوری اسلامی خواستند که تمامی افرادی که در جریان اعتراضات اخیر، به‌طور خودسرانه زندانی شده و مورد بدرفتاری قرار گرفته‌اند را آزاد کنند. آنها همچنین در مورد بیش از صدها نفری که کشته شده‌اند ابراز نگرانی کردند. این کارشناسان گفتند: «ما نسبت به گزارش‌های موجود مبنی بر بدرفتاری با کسانی که در جریان اعتراضات نوامبر ۲۰۱۹ زندانی شدند و همین‌طور نسبت به گزارش‌هایی که حاکی از به‌کارگیری خشونت زیاد توسط نیروهای امنیتی ایران است که منجر به تعداد نامشخصی کشته شده، عمیقاً آشفته و ناراحت هستیم».[۵۷][۵۸][۵۹][۶۰]
- دیده‌بان حقوق بشر روز سه‌شنبه ۲۵ فوریه ۲۰۲۰ از شورای حقوق بشر سازمان ملل در ژنو خواست تا در مورد «سرکوب خشونت‌آمیز» اعتراضات آبان ماه توسط جمهوری اسلامی و عدم اعلام شمار کشته‌ها و بازداشتی‌ها که هنوز سه ماه بعد از اعتراضات آبان اعلام نشده، شدیداً آقدام کند. دیده‌بان حقوق بشر تأکید کرده: «اعضای شورای حقوق بشر سازمان ملل باید اقدامی فوری برای رسیدگی به این سرکوب شدید انجام دهند».[۶۱][۶۲]
- روز سه‌شنبه ۲۵ فوریه ۲۰۲۰ سازمان عفو بین‌الملل پیامی را منتشر کرد که در آن آمده است، فعالان این سازمان در کشورهای مختلف جهان از جمله اتریش، استرالیا، بلژیک، فرانسه، اسپانیا، سوئیس و نروژ در حال جمع‌آوری امضای دادخواست‌های عفو بین‌الملل برای درخواست آزادی بازداشتی‌های آبان‌ماه در ایران از مقامات جمهوری اسلامی می‌باشند. در این پیام اضافه شده است: «بازداشت‌شدگان در معرض خطر شکنجه و بدرفتاری‌های، حکم‌های سنگین و طولانی‌مدت زندان قرار دارند.»[۶۳]
- ۲۸ فوریه ۲۰۲۰ عفو بین‌الملل در بیانیه‌ای اظهار نگرانی خود را از اعدام سه نفر از بازداشت‌شدگان اعتراضات آبان ۱۳۹۸، امیرحسین مرادی، سعید تمجیدی و محمد رجبی ابراز داشت و به ناعادلانه بودن محاکمه و محروم بودن از وکیل و گرفتن اعتراف تحت شکنجه تأکید کرده است.[۶۴][۶۵]
- روز چهارشنبه ۴ مارس ۲۰۲۰ سازمان عفو بین‌الملل در گزارشی اعلام کرد که بنا بر شواهد و تحقیقات در دومین و سومین روز شروع اعتراضات آبان‌ماه نیروهای امنیتی ایران با شلیک گلوله‌های جنگی و مرگبار ۲۳ پسربچه ۱۲ تا ۱۷ ساله و یک دختربچه ۸ تا ۱۲ ساله را مورد اصابت قرار داده و به قتل رساندند.[۶۶][۶۷][۶۸]
- سازمان عفو بین‌الملل در شهریور ۱۳۹۹ در گزارش تازه‌ای که از شیوه برخورد و شکنجه معترضان آبان‌ماه ۹۸ توسط جمهوری اسلامی مانند بازداشت کودکان، ضرب و جرح، برهنه‌سازی اجباری، دشنام‌های جنسی، پاشیدن اسپری فلفل به ناحیه دستگاه تناسلی و وارد آوردن شوک الکتریکی به بیضه‌ها، آویزان کردن و نگه داشتن در وضعیت‌های دردناک، القای حس خفگی با آب، تهدید به مرگ و اعدام نمایشی، تزریق یا خوراندن اجباری مواد شیمیایی منتشر کرده و می‌نویسد مصاحبه و اطلاعات دریافتی از شمار زیادی از این معترضان نشانگر شکنجه‌های غیرانسانی شدید آنها از سوی مأموران امنیتی و اطلاعاتی جمهوری اسلامی بوده است. در ادامه عفو بین‌الملل این اعمال خشونت‌آمیز را محکوم کرده و مصرانه از تمام کشورهای عضو سازمان ملل درخواست می‌کند تا مقام‌ها و مسئولان جمهوری اسلامی را به تغییر این رویه ملزم کنند.[۶۹][۷۰][۷۱]

 ایالات متحده آمریکا
- در ۵ نوامبر ۲۰۱۹ دونالد ترامپ، رئیس‌جمهوری ایالات متحده از رسانه‌ها خواست تا روی وضعیت سرکوب وحشیانه اعتراضات در ایران متمرکز شوند و گفت: «حکومت ایران معترضان را می‌کشد و اینترنت را قطع کرد تا مردم مطلع نشوند چه اتفاقی افتاده است.» و ادامه داد: «علاقه‌مندم که رسانه‌ها وارد عمل شده و بروند ببینند چه اتفاقی در آنجا در حال رخ دادن است. چرا که وضعیت در آنجا خوب نیست. وضعیت وحشتناکی است.»... «برملا شدن آنچه گذشته رسوایی بزرگی برایشان در جهان دارد. [رژیم ایران] طی یک سرکوب وحشیانه تعداد زیادی را کشته و هزاران شهروند را بازداشت کرده‌اند مردمی که فقط معترضند. رسانه‌ها باید حتماً گزارش تهیه کنند.»[۷۲][۷۳]
- مایک پومپئو، وزیر امور خارجه آمریکا در توییتی اعلام کرد که آمریکا در کنار مردم ایران است و از آن‌ها حمایت می‌کند.[۷۴] او همچنین در توییتی که به زبان فارسی منتشر کرد، با معرفی آدرسی در پیام‌رسان تلگرام از مردم ایران خواست ویدیوها، عکس‌ها و اطلاعات خود را از آنچه سرکوب اعتراض‌ها توسط حکومت ایران نامید، برای آمریکا بفرستند.[۳۵]
- شنبه ۲۵ آبان سخنگوی وزارت خارجه آمریکا، مورگن اورتگاس قطع اینترنت در ایران را محکوم کرد و گفت: «ایالات متحده در کنار مردم رنج‌دیدهٔ ایران می‌ایستد که اکنون علیه تازه‌ترین بی‌عدالتی توسط حکومت فاسد دست به اعتراض زده‌اند».[۷۵][۷۶]
- سناتور جمهوری‌خواه تام کاتن: «مردم ایران از این که رژیم خواسته‌های بنیادین‌شان را نادیده گرفته و همزمان مبالغ هنگفتی را برای تروریست‌ها در سراسر خاورمیانه می‌فرستد، به تنگ آمده‌اند. ما باید در کنار معترضان دلیری که خواهان پاسخگو قرار دادن آیت‌الله‌ها هستند، بایستیم».[۷۷]
- نمایندهٔ مجلس نمایندگان آمریکا ویلیام هرد: «تنها راهی که ما ایران را از حمایت از تروریسم و دستیابی به سلاح‌های هسته‌ای بازمی‌داریم، تغییر حکومت است، و این تنها زمانی رخ می‌دهد که مردم ایران به پا خیزند… ما باید پیام آنها (مردم ایران) را تقویت کنیم تا این رژیم خودکامه متوقف شود».[۷۷]
- دونالد ترامپ در اولین واکنش به اعتراضات ایران، در توییتی نوشت که «ایران آنقدر بی‌ثبات شده که رژیم، کل سیستم اینترنت را خاموش کرده تا مردم بزرگ ایران نتوانند از خشونت عظیمی که در کشورشان رخ می‌دهد، حرف بزنند. آنها فکر کرده‌اند جهان از مرگ و مصیبتی که رژیم ایران باعث آن شده، خبردار نمی‌شود».[۷۸]
- مایک پنس، معاون رئیس‌جمهوری آمریکا نیز حمایت خود را از معترضان ابراز داشت و گفت: «مردم آمریکا در کنار مردم ایران ایستاده‌اند».
- در ۱ آذر ۱۳۹۸، وزارت خزانه داری آمریکا محمدجواد آذری جهرمی، وزیر ارتباطات ایران، را به‌دلیل نقش وی در «سانسور گستردهٔ اینترنت» تحریم کرد.[۷۹]
- الیزابت وارن، از نامزدهای پیشتاز حزب دموکرات در انتخابات ریاست جمهوری آمریکا ۲۰۲۰: «ایرانی‌ها به خیابان‌ها آمده‌اند تا به فساد و اقتدارگرایی اعتراض کنند. این نبردی است که در نهایت باید توسط مردم ایران انجام شود و در آن پیروز شوند، اما ما از خواست آنها برای عزت، آزادی در برقراری ارتباط با جهان و همچنین حق تظاهرات مسالمت‌آمیز حمایت می‌کنیم.»[۸۰]
- هولیان کاسترو، نامزد حزب دموکرات: «خشونت علیه مردم شجاع ایران که علیه حکومت خود دست به اعتراض زده‌اند، غیرقابل قبول است. قطع عمدی اینترنت توسط حکومت ایران باید کاملاً برداشته شود و حق (مردم) برای تظاهرات محترم شمرده شود. ایرانی- آمریکایی‌ها باید بتوانند با بستگان خود در داخل ایران ارتباط داشته باشند.»[۸۰][۸۱]
- پیت بوتجیچ، نامزد حزب دموکرات: «من شجاعت معترضان ایرانی را تحسین می‌کنم و در کنار آنها ایستاده‌ام، کسانی که یک بار دیگر برای مطالبه تغییر قیام کرده‌اند. دولت ایران باید به جای توسل به خشونت و سانسور برای سرکوب اعتراضات، برای بهبود زندگی شهروندان خود اقدام کند.»[۸۰][۸۱]
- کاملا هریس، از نامزدهای دموکرات‌ها: «حکومت ایران به جای کشتن شهروندان خود، نقض حقوق، خاموش کردن اینترنت و بی‌ثبات کردن منطقه، باید به مردم خود گوش فرا دهد و امور را اصلاح کند. من در کنار مردم شجاع ایران ایستاده‌ام.»[۸۰][۸۱]
- نانسی پلوسی، رئیس مجلس نمایندگان ایالات متحده آمریکا: «گزارش‌ها دربارهٔ کشته شدن بیش از ۱۰۰ معترض توسط نیروهای امنیتی ایران مایه نگرانی‌های جدی است.»[۸۲][۸۳]
- جو بایدن: «دلمان با خانواده تظاهرکنندگان ایرانی است که هفته پیش جان باختند. ایرانیان، مانند مردم در همه جا، (باید) این حق را داشته باشند که بدون آنکه به‌طور وحشیانه مورد حمله دولت خود قرار بگیرند، و اینترنت چندین روز قطع باشد، به‌طور مسالمت آمیز تظاهرات کنند.»[۸۲]
- هفت سناتور جمهوری‌خواه با امضا نامه‌ای از رئیس‌جمهور آمریکا، دونالد ترامپ خواستند تا مسئولان جمهوری اسلامی که در قطع گسترده اینترنت در ایران دست داشته‌اند را تحریم کند. اسامی سناتورها: تد کروز و جان کورنین نمایندگان ایالت تگزاس، تام کاتن نماینده ایالت آرکانزاس، مارشا بلک‌برن نماینده ایالت تنسی، پت تومی نماینده ایالت پنسیلوانیا، جان باروسو نماینده ایالت وایومینگ، و مارکو روبیو نماینده ایالت فلوریدا[۸۴]
- دونالد ترامپ رئیس‌جمهوری ایالات متحده آمریکا روز پنج‌شنبه ۱۴ آذر ۹۸ سرکوب معترضان در ایران را «وحشیانه» خواند و گفت: «آن‌ها با سرکوب وحشیانه‌ای که انجام دادند تعداد زیادی را کشتند و هزاران تن از شهروندان‌شان را زندانی کرده‌اند».[۸۵] رژیم ایران معترضان را می‌کشد و اینترنت را قطع می‌کند. مردم نمی‌توانند از آنچه در ایران روی می‌دهد باخبر شوند. شرایط در آنجا وحشتناک است. آن‌ها دارند افراد زیادی را می‌کشند و به زودی ناقوس رسوایی آن‌ها در جهان طنین‌انداز خواهد شد. رسانه‌ها باید حتماً گزارش تهیه کنند.[۸۶]
- در ۱۴ آذر ۱۳۹۸ برایان هوک، نمایندهٔ ویژهٔ وزارت خارجه آمریکا در امور ایران، از احتمال کشته شدن «بیش از یک هزار نفر در اعتراضات ایران» خبر داد.[۸۷] او گفت رژیم ایران هر دهه، پشتیبانی بخشی بیشتری از مردم را از دست می‌دهد و در حال حاضر طبقه مذهبی هم از جمهوری اسلامی رویگردان شده‌اند. اعتراضات در ایران علیه مافیای فاسد مذهبی حاکم بود و هیچ‌کدام علیه آمریکا نبوده است. هوک از تمام کشورها خواست برابر جمهوری اسلامی ایران بایستند و آن را به انزوای سیاسی بکشانند. او این اعتراضات را بزرگ‌ترین بحران عمر جمهوری اسلامی نامید.[۸۸]
- در ۱۷ آذر ۱۳۹۸ مارک اسپر وزیر دفاع ایالات متحده آمریکا در سخنرانی برای «مجمع دفاع ملی ریگان»، ناآرامی‌های اخیر در ایران را یک تحول «بسیار خوب» خواند و گفت: «آنچه در ما این روزها در خیابان‌های ایران می‌بینیم حاکی از آن است که رژیم (ایران) در نتیجه کارزار فشار حداکثری ما، تحت فشار فزاینده است».[۸۹]
- ۸ دسامبر ۲۰۱۹ دونالد ترامپ، رئیس‌جمهور آمریکا، حکومت جمهوری اسلامی را دیکتاتوری ستمگر و حامی تروریسم نامید، و این حکومت را پشتوانه خشونت، هرج و مرج در سراسر منطقه دانست، وی تأکید کرد: مردم ایران قربانیان اصلی و بزرگ آن هستند.[۹۰][۹۱]
- در ۱۹ آذر ۱۳۰۸ مایک پومپئو وزیر خارجه آمریکا گفت: مردم ایران به وضوح و روشنی سخن گفتند. آن‌ها چهل سال فساد و سوءاستفاده را رد کردند و خواستار توقف دزدسالاری و توقف انتخاب مصالح عاملان خارجی به جای مصالح مردم ایران شدند. آمریکا در کنار مردم ایران ایستاده است.[۹۲]
- در ۲۷ آذر ۹۸ طرح پیشنهادی تد دویچ نماینده دموکرات ایالت فلوریدا و جو ویلسون، نماینده جمهوری‌خواه ایالت کارولینای جنوبی، در مورد حمایت از معترضان ایران در مقابل رژیم جمهوری اسلامی، در کمیته روابط خارجی مجلس نمایندگان با اجماع کامل تأیید شد.[۹۳]
- در ۲۸ آذر ۱۳۹۸ رابرت اوبرایان، مشاور امنیت ملی ایالات متحده آمریکا، و مِئیر بن شبات، همتای اسرائیلی او، در موافقتنامه‌ای مشترک اعلام کردند که به هماهنگی تنگاتنگشان در مقابله با نفوذ بی‌ثبات‌کننده ایران در منطقه و رصد کردن پیامدهای ناآرامی‌ها در داخل ایران، ادامه دهند.[۹۴]
- مایک پمپئو در ۲۸ آذر ۹۸ در جلسهٔ وزارت خارجهٔ آمریکا در مورد وضعیت حقوق بشر در ایران به موارد گسترده‌ای از نقض حقوق بشر در ایران اشاره کرد و گفت: مردم ایران یک دوست خوب و قدرتمند دارند. دوستی که به گفتهٔ پرزیدنت ترامپ در کنار مردم ایران خواهد ایستاد و در قبال سرکوب آنها صدایش را بلند خواهد کرد. مردم ایران در اعتراضات آبان اعلام کردند از رژیمی که حقوق طبیعی و کرامت انسانی آنها را تضییع می‌کند خسته شده‌اند.[۹۵] پمپئو در این جلسه اعلام کرد اوفک، قاضی ابوالقاسم صلواتی و قاضی محمد مقیسه را تحریم کرده است.[۹۶] او با اشاره به این‌که «اشراری که فرزندان مردم ایران را می‌کشند اجازه ندارند فرزندان‌شان را برای تحصیل به آمریکا بفرستند» گفت که آمریکا صدور ویزا برای مقامات ایرانی که در سرکوب اعتراضات نقش داشته‌اند را محدود می‌کند.[۹۷]
- در کمیته روابط خارجی مجلس نمایندگان آمریکا طرح پیشنهادی حمایت از معترضان و اعتراض صلح‌آمیز و مشروع مردم ایران در مقابل حکومت سرکوبگر و فاسد جمهوری اسلامی با اجماع کامل تأیید شد. تد دویچ: «ایرانیانی که در سرتاسر کشور به اعتراض در مقابل نظام سرکوبگر برخاسته‌اند، با خشونت و تیراندازی از سوی حاکمان ایران روبرو شده‌اند که مرگ صدها تن را در پی داشته است.» وی ادامه داد: «با این طرح که مورد حمایت هر دو حزب است، کنگره آمریکا این پیام قدرتمندانه را به مردم ایران می‌دهد که ما از خواسته‌های دموکراتیک آن‌ها حمایت کرده و هرچه در توان داریم را برای پاسخگو نگه‌داشتن رژیم حاکم در قبال نقض حقوق بشری که مرتکب می‌شود، انجام می‌دهیم.»[۹۸]
- بعد از انتشار گزارش رویترز دربارهٔ کشتار ۱۵۰۰ نفر در اعتراضات آبان‌ماه، در ۲۳ دسامبر ۲۰۱۹ برایان هوک گفت: «گزارش رویترز در مورد این قتل‌عام که به دستور خامنه‌ای انجام شد، بر ضرورت مجازات خاطیان و منزوی کردن رژیم به خاطر کشتن ۱۵۰۰ شهروند ایرانی، تأکید دارد.»[۹۹]
- سناتور ریک اسکات در ۲۳ دسامبر ۲۰۱۹ بعد از شنیدن گزارش رویترز گفت: «گزارش جدیدی می‌گوید سرکوب معترضان در ایران به دستور مستقیم آیت‌الله (خامنه‌ای) بوده است. یک ماه بعد از آن دستور، ۱۵۰۰ تن کشته شده‌اند.»، وی ادامه داد: «مردم جهان در مقابل پلیدی‌های نظام‌های تمامیت‌خواه دارند به پا می‌خیزند. مردم ایران فریادی برای آزادی از سرکوب و اهریمن سرداده‌اند.»[۱۰۰]
- بدنبال خبر دستگیری پدر و مادر پویا بختیاری از کشته‌شدگان اعتراضات مایک پمپئو، وزیر خارجه ایالات متحده آمریکا، طی پیامی در توئیتر این دستگیری‌ها را به شدت محکوم کرد و خواستار آزادی فوری آن‌ها شد. وی گفت: «زمان آن فرا رسیده که جامعه جهانی گردهم آمده و در کنار مردم ایران بایستد و رژیم را پاسخگو نگه دارد.»[۱۰۱]
- در ۲۷ دسامبر مایک پومپئو، وزیر امور خارجه آمریکا گفت: «مردم ایران حق دارند به سوگ ۱۵۰۰ قربانی بنشینند که به دست خامنه‌ای در تظاهرات (اخیر) سلاخی شدند. حکومت از شهروندان خودش می‌ترسد و یک‌بار دیگر به خشونت متوسل شد و اینترنت را قطع کرد.»[۱۰۲]
- در ۲۸ دسامبر برایان هوک، نماینده ویژه امور ایران در وزارت خارجه آمریکا گفت: «آمار کشته‌ها در ایران رو به افزایش است. آخرین آمار کشته‌ها را رویترز حدود یک هزار و ۵۰۰ تن اعلام کرد که به دست رژیم کشته شده‌اند. بیش از هشت هزار تن دستگیر شده و هزاران تن در جریان این سرکوب‌ها زخمی شده‌اند. معترضان در سرتاسر کشور از این مافیای فاسد دینی، از نداشتن فرصت‌ها و اقتصادی ناکارآمد و از انزوای دیپلماتیک خسته شده‌اند.»[۱۰۳]
- ۴ ژانویه مایک پمپئو وزیر خارجه ایالات متحده آمریکا: «حکومت ایران تقریباً خانواده همه معترضان کشته شده را از سوگواری برای کشته‌شدن عزیزانشان منع کرده است. دورویی این رژیم به حدی است که به پدر و مادر بسیاری اجازه نمی‌دهد برای فرزندانشان سوگواری کنند اما در پی مرگ قاسم سلیمانی، سه روز عزای عمومی اعلام کرده است.»[۱۰۴]
- ۵ ژانویه ۲۰۲۰ وزارت خارجه آمریکا: «یک ماه پیش قاسم سلیمانی سرکوب بیرحمانه اعتراضات سراسری توسط رژیم ایران را سازمان‌دهی کرد. به دستور او طی یک رشته کشتار [و سرکوب] مورد حمایت دولت که با هدف متوقف کردن اعتراضات مسالمت‌آمیز و سراسری انجام شد، ۱۵۰۰ ایرانی کشته و ۹۰۰۰ ایرانی نیز دستگیر شدند.»[۱۰۵]
- در ۲۹ ژانویه ۲۰۲۰ مجلس نمایندگان آمریکا قطعنامه ۷۵۲ را که در آن سرکوب اعتراضات مردم ایران را محکوم و از مردم ایران حمایت می‌کند و توسط تد دویچ رئیس دموکرات کمیته روابط خارجی و جو ویلسن عضو جمهوریخواه کارولینای جنوبی به مجلس ارائه شده بود به تصوبب رساند.[۱۰۶][۱۰۷][۱۰۸][۱۰۹]
- ۱۱ مارس ۲۰۲۰ وزارت خارجه آمریکا در گزارش سالانه‌اش از وضعیت حقوق بشر در کشورهای مختلف، به سرکوب اعتراضات آبان‌ماه در سراسر ایران توسط حکومت جمهوری اسلامی و آمار خبرگزاری رویترز از ۱۵۰۰ کشته در این اعتراضات اشاره کرد و حکومت جمهوری اسلامی ایران را به کشتار، آدم‌ربایی، بازداشت غیرقانونی مخالفان و نقض آزادی‌ها متهم کرد.[۱۱۰]
- سخنگوی وزارت خارجه آمریکا، مورگان اورتگاس پنجشنبه ۲۶ ژوئن ۲۰۲۰ حکم اعدام سه جوان زیر ۳۰ سال به نام‌های امیرحسین مرادی، سعید تمجیدی و محمد رجبی که در جریان اعتراضات آبان ماه بازداشت شده بودند و تأیید آن توسط دیوان عالی کشور زا محکوم کرد و خواهان توقف آن شد، وی تأکید کرد که این سه جوان در زیر فشار و ضرب و شتم وادار به اعتراف اجباری شده‌اند.[۱۱۱][۱۱۲]
- مورگان اورتگاس در واکنش به سوءاستفاده تبلیغاتی خامنه‌ای گفت که اوباش خامنه‌ای نوامبر سال گذشته، ۱۵۰۰ نفر را در خیابان‌های ایران کشتند. دست‌کم ۲۳ نفر از آن‌ها کودک بودند. آنها شایسته داشتن آزادی و آینده بودند، نه گلوله‌های بسیجیان.[۱۲]

 بریتانیا
- بوریس جانسون نخست‌وزیر بریتانیا در ۱۳ آذر در یک کنفرانس خبری در حاشیهٔ نشست ناتو گفت: «اعتراضات در ایران نتیجه افزایش بهای بنزین نبوده، بلکه نشات‌گرفته از نارضایتی گسترده مردم از جمهوری اسلامی ایران است.» او با اشاره به این‌که اعتراض‌ها در ایران خیلی باعث غافلگیری او نشده افزود: «بیشتر اوقات اخلالگری‌های جمهوری اسلامی در منطقه، راهی است برای اینکه حواس‌ها را از ناکامی‌های داخلی پرت کند».[۱۱۳]

 آلمان
- دولت آلمان اقدام نیروهای امنیتی ایران در به کار بردن بیش از حد خشونت در اعتراض‌های اخیر را محکوم کرده است. سخنگوی وزارت امور خارجهٔ آلمان در رابطه با اعتراضات روزهای اخیر در ایران و شمار بالای معترضان کشته‌شده به دست نیروهای امنیتی جمهوری اسلامی گفت: «ما از شنیدن گزارش‌های مربوط به کشته شدن بیش از ۱۰۰ نفر شوکه هستیم و عملکرد نامتناسب نیروهای امنیتی ایران را محکوم می‌کنیم».[۱۱۴]
- بربل کوفلر، مسئول امور حقوق بشر دولت آلمان خشونت نیروهای امنیتی حکومت ایران را در اعتراضات سراسری اخیر محکوم کرد.[۱۱۵]
- هایکو ماس، وزیر امور خارجه آلمان، در ۱۲ نوامبر ۲۰۱۹ با اشاره به اینکه صدها نفر در اعتراضات اخیر کشته شدند، سرکوب خشونت‌بار اعتراضات آبان در ایران را محکوم کرد.[۱۱۶]
- در ۲۲ آذر ۱۳۹۸ هایکو ماس، وزیر امور خارجه آلمان، سرکوب خشونت بار اعتراضات اخیر در ایران را محکوم کرد و گفت: «اگرچه ما حتی تعداد کشته‌شدگان را نمی‌دانیم، اما به نظر می‌رسد که در جریان سرکوب این اعتراضات صدها نفر کشته شده‌ان دما از انسان‌هایی که از حقشان استفاده می‌کنند، دیدگاهشان را بیان می‌کنند یا در انظار عمومی تجمع می‌کنند، باید محافظت شود. حقوق بشر از آنها محافظت می‌کند و هر کس این حق را نقض کند، نمی‌تواند مطمئن باشد که در صحنه بین‌المللی در این مورد سکوت می‌کنند.»[۱۱۷]

 اتحادیه اروپا
- مایا کوسیانچیچ سخنگوی امور خارجی اتحادیهٔ اروپا از مقامات جمهوری اسلامی خواست در برابر معترضان در ایران حداکثر خویشتن‌داری را از خود نشان دهند و همچنین از حکومت ایران خواست به قطع اینترنت در ایران پایان دهد.[۱۱۸]
- روز یکشنبه ۷ دسامبر جوزپ بورل، مسئول جدید سیاست خارجی اتحادیه اروپا، ضمن محکوم کردن نقض فاحش آزادی بیان، به‌وسیله قطع و بستن اینترنت جهانی به روی مردم ایران برای بیش از یک هفته، خشونت گسترده حکومت جمهوری اسلامی را غیرقابل قبول دانست.[۱۱۹][۱۲۰]
- روز یکشنبه ۸ دسامبر جوزپ بورل، مسئول سیاست خارجی اتحادیه اروپا، طی بیانیه‌ای حکومت ایران را برای استفاده از قهر و زور علیه تظاهرات مسالمت‌آمیز مردم معترض محکوم کرد و از مقامات حکومت ایران خواست تا تحقیقات شفاف و موثقی را پیرامون آمار کشته‌ها، زخمی‌ها و دستگیرشدگان ارائه دهند. برخلاف خواست اتحادیه اروپا مبنی بر خویشتنداری از حکومت ایران، شواهدی وجود دارد که نیروهای امنیتی پاسخ‌های نامتناسبی به مردم معترض داده‌اند که باعث کشته و زخمی شدن آمار بالای از آنها شده است. وی ادامه می‌دهد، این شدت عمل نامتناسب و گسترده با مردم معترض برای اتحادیه اروپا و کشورهای عضو پذیرفتنی نیست. وی در این بیانیه خواستار آزادی فوری زندانیان و بازداشت‌شدگان شده است و با اشاره به قطع اینترنت در ایران در طول اعتراضات، به حکومت ایران خاطرنشان کرده است تا بر تعهداتش در قبال کنوانسیون بین‌المللی حقوق سیاسی و مدنی پایبند باشد.[۱۲۱][۱۲۲]
- در ۲۸ آذر جوزپ بورل مسئول سیاست خارجی اتحادیه اروپا تهران را به دلیل برخورد با ناآرامی‌ها به نقض حقوق بشر متهم کرد.

بورل طی اظهاراتی در جلسه عمومی پارلمان اروپا، با ادعای اینکه ایران در آستانه بحران اقتصادی بسیار جدی قرار دارد، اعلام کرد: «کمبود منابع بنیادین مانند دارو، تورم و نرخ بیکاری بالا منجر به تظاهرات‌هایی [در ایران] شد. من و سازمان‌های متبوع، تحولات اخیر حول تظاهرات‌ها در ایران را به دقت زیر نظر گرفتیم این مسائل، وخامت و گستردگی چیزی را که [در ایران] اتفاق افتاده و در حال رخ دادن است، نشان می‌دهد. ما در پاسخ دادن به این تحولات ساکت نبوده‌ایم و بر عکس، به صورت‌های خصوصی و علنی واکنش نشان داده‌ایم»
 فرانسه
- ژان-ایو لودریان تظاهرات اعتراضی در ایران و نحوه برخورد با آن را مسئله‌ساز دانست و گفت: «با توجه به رفتار رهبر ارشد ایران و حسن روحانی، رئیس‌جمهوری در برخورد با معترضان، به نظر می‌رسد که منطق آمریکاییان در مورد لزوم وارد کردن حداکثر فشار [بر حکومت ایران] درست بوده است.»[۱۲۴]
- دولت فرانسه از گزارش‌ها دربارهٔ کشته‌شدن تعداد زیادی از معترضان به شدت ابراز نگرانی کرد و از حکومت ایران خواست به تعهدات حقوق بشری بین‌المللی خود احترام بگذارد.[۱۲۵]
- وزارت خارجه فرانسه نیز دربیانیه ای خواهان «لزوم احترام به آزادی بیان و حق اعتراضات مسالمت‌آمیز» در ایران شده است.[۱۲۶]
- در تاریخ ۲۳ نوامبر ۲۰۱۹ جلیقه زردهای فرانسه با در دست داشتن پلاکاردهایی که یکی از کارتون‌های مانا نیستانی بر آن نقش بسته بود که یک نیروی نظامی در حال بریدن گلوی نقشه ایران بود روی پلاکاردها در حمایت از معترضان ایرانی نوشته بودند «فرانسه، ایران، عراق، شیلی مبارزه‌ای مشابه، نئولیبرالیسم را متوقف کنید.»[۱۲۷]

 بلژیک
- در ۲۷ آذر ۱۳۹۸ جمعی از فعالان عفو بین‌الملل بلژیک در یک اقدام اعتراضی ۳۰۴ طرح بدن انسان را به یاد ۳۰۴ نفر جان‌باخته اعتراضات اخیر، در مقابل سفارت جمهوری اسلامی ایران در بروکسل رسم کردند.[۱۲۸]

 عربستان سعودی
- ملک سلمان، پادشاه عربستان از ایران خواست از «ایدئولوژی توسعه‌طلبانه» خود که به مردم ایران «آسیب می‌زند» دست بردارد.[۱۲۹]

 اسرائیل
- بنیامین نتانیاهو نخست‌وزیر اسرائیل سرکوب و کشتار معترضان ایرانی را سندی دیگر از هویت حکومت ایران دانست. او جمهوری اسلامی ایران را یک «دیکتاتوری به تمام معنی» خواند و افزود که جهان باید فشارها علیه این رژیم را تشدید کند.[۱۳۰]
- وزیر خارجه اسرائیل در پیامی در توییتر، مردم ایران را مورد خطاب قرار داد و با تأکید بر دوستی اسرائیل با مردم ایران آنان را قربانی «یک رژیم سرکوبگر» نامید. در متن این پیام کوتاه آمده «ما دوست شما هستیم. شما مردم ایران توسط رژیم سرکوبگر آخوندی به گروگان گرفته شده‌اید، و شما این رژیم را نمی‌خواهید. ما در کنار شما ایستاده‌ایم.»[۱۳۱]

 سوئد
- وزیر خارجهٔ سوئد در محکومیت قطع دسترسی اینترنت در توییتر نوشت «تحولات ایران نگران کننده است. حق آزادی بیان و حق تظاهرات مسالمت آمیز باید محترم شناخته شود. دسترسی بدون محدودیت به اینترنت ضروری است.»[۱۳۲]
- چارلی ویمرس نماینده پارلمان اروپا از سوئد در اجلاس رسمی پارلمان اروپا مورخ ۲۷ نوامبر ۲۰۱۹ مصادف با ۶ آذر ۱۳۹۸ گفت:

«آقای سخنگو و خانم موگرینی، به‌جای خم شدن جلوی آخوندها و ادامه توافق شکست خورده هسته ای که فقط به رژیم (ایران) کمک می‌کند، رهبران اروپایی باید روحیه مردم ایران را تقویت کنند، حجابشان را بردارند و بگویند ما اذعان می‌کنیم که (رژیم ایران) رژیمی است که بیشتر از اینکه به مردمش اهمیت دهد، به تروریست‌ها اهمیت می‌دهد. تحمل اختلاف عقیده و تفکر آزاد را ندارد و هر سال با تجمعات اعتراضی گسترده مواجه می‌شود و به سربازان دستور می‌دهد آزادانه به هموطنانشان شلیک کنند و دهه‌هاست به مردمش ظلم می‌کند. ما اروپایی‌ها از صمیم قلب به مردم شجاع ایران می‌پیوندیم و فریاد می‌زنیم: «جمهوری اسلامی نمیخوایم، نمیخوایم» ما جمهوری اسلامی نمی‌خواهیم.»

## افراد، سازمان‌ها و احزاب
- رضا پهلوی: «نظامی که با وعدهٔ مجانی کردن آب و برق بر سر کار آمد، نفت را برای حامیان غیرایرانی‌اش، و فقر و رنج را برای ایرانیان رایگان کرده است. تنها راه چاره، برانداختن این #فرقه_تبهکار ضدایرانی است. کافی‌ست به قدرت خودمان ایمان داشته باشیم».[۱۳۶]
- فرح پهلوی: «مایهٔ اندوه بسیار است که امروز این ستم و نابرابری بر شما و ایران عزیزمان روا داشته می‌شود. اطمینان دارم که با همت شما این روزهای سخت سپری و نور بر تاریکی پیروز شده و آبادی و رفاه بازخواهد گشت».[۱۳۷]
- کانون نویسندگان ایران در بیانیه‌ای از مقامات ایران خواست تا به سرکوب مردم معترض پایان دهد و هشدار داد که حاکمان به جای تحقیر، تهدید و سرکوب معترضانی که جز فریاد سلاحی ندارند، به حق آزادی بیان آنها تمکین کنند.[۱۳۸]
- سازمان گزارشگران بدون مرز با محکومیت قطع اینترنت در ایران آن را «نقض حق بنیادین دسترسی به اطلاعات» توصیف کرد.[۱۳۹]
- مریم رجوی: «از آنجا که بازداشت‌شدگان در خطر شکنجه و اعدام قرار دارند سازمان ملل باید به‌فوریت هیئت‌های تحقیق و حقیقت‌یاب را به ایران اعزام کند. رهبران این رژیم به‌خاطر ارتکاب جنایت علیه بشریت باید در برابر عدالت قرار گیرند و سکوت و بی‌عملی نه تنها نقض کنوانسیون‌ها و قوانین و معیارهای بین‌المللی است بلکه آخوندها را تشجیع می‌کند که به ارتکاب این جنایات علیه مردم ایران ادامه دهند».[۱۴۰]
- سازمان همکاری احزاب کردستان ایران (متشکل از حزب دموکرات کردستان ایران، حزب دموکرات کردستان (حدک)، کومله انقلابی زحمتکشان کردستان ایران، کومله زحمتکشان کردستان و سازمان خبات کردستان ایران)[۱۴۱] با انتشار بیانیه‌ای از اعتراضات مردم حمایت کرده و پشتیبانی خود را اعلام کرده است و عنوان کرده است: «این اقدام دولت در حالی است که مردم ایران به‌خصوص در دو سال گذشته، در بدترین وضعیت اقتصادی و معیشتی قرار دارند.». در ادامه از مردم ایران خواسته است که «تا زمان تحقق خواسته‌ها و لغو این تصمیم و اقدام نابجا از اعتراضات و اعلام نارضایتی دست برندارند».[۱۴۲]
- در سوم آذر ۱۳۹۸ کمیتهٔ اجرایی اتحادیه جهانی کشتی اعلام کرد به دلیل اتفاقات رخ داده در ایران و «بی‌ثباتی در این کشور»، مسابقات جام جهانی کشتی فرنگی در ایران برگزار نخواهد شد. این کمیته دلیل این تصمیم را توصیهٔ برخی کشورها و به منظور جلوگیری از اتفاقات احتمالی برای ورزشکاران اعلام کرد.[۱۴۳] در پی این تصمیم وزارت ورزش و جوانان خواستار مداخلهٔ وزارت امور خارجه برای برگزاری مسابقات جام جهانی کشتی فرنگی در ایران شد.[۱۴۴][۱۴۵] سرانجام با اعتراض‌ها و رایزنی‌های کمیتهٔ ملی المپیک ایران و مقامات وزارت خارجه، اتحادیهٔ جهانی کشتی و کشورهای حاضر در این مسابقات «به شرط تأمین امنیت» با میزبانی آن از سوی ایران موافقت کردند.[۱۴۶][۱۴۷]
- رابرت دنیرو در توئیتر خود با انتشار فیلمی از اعتراضات مردمی در ایران و ترجمهٔ شعارهای مردم به زبان انگلیسی همراه با هشتگ iranprotesets به اعتراضات آبان ۹۸ واکنش نشان داد.[۱۴۸]
- ۱۴ آذر ۱۳۹۸ کنفدراسیون بین‌المللی کارگران صنایع کشاورزی، مواد غذایی و خدمات، آی‌یواف در بیانیه‌ای برخورد خشونت‌بار حکومت جمهوری اسلامی با معترضان را محکوم کرد و استفاده از تک‌تیرانداز برای کشتن معترضان را مورد انتقاد قرار داد. این کنفدراسیون افزود: در این تظاهرات مسالمت‌آمیز صدها تن که در میان آنان کارگران و فقرای شهری هم بودند، کشته و هزاران تن بازداشت شدند.[۱۴۹]
- سندیکای کارگران شرکت واحد اتوبوسرانی تهران و حومه طی بیانیه‌ای ضمن محکوم کردن «کشتار و سرکوب خونین» معترضین، خواهان محاکمه عاملان و آمران آن شد.[۱۵۰]
- نرگس محمدی فعال مدنی زندانی در ایران، مسئول کشتار و سرکوب بی‌رحمانه مردم معترض اعتراضات اخیر را جمهوری اسلامی نامید و خواستار این شد که مجازات عاملان کشتار مردم بی‌پناه به یک خواست همگانی تبدیل شود.[۱۵۱]
- مادران و بستگان قربانیان سرکوب‌ها در جمهور اسلامی در بیانیه‌ای که روز جمعه ۲۲ آذر منتشر شد، خواستار اعلام ۵ دی چهلمین روز کشته شدن صدها نفر در اعتراضات اخیر، به‌نام «روز بین‌المللی ادای احترام به قربانیان آبان‌ماه» شدند و اعلام کردند: «فرزندان ما در ایران برای برخورداری از آزادی و زندگی انسانی به خیابان می‌آیند و توسط نیروهای حکومتی به قتل می‌رسند. آخرین مورد اعتراضات مردم ایران در اواخر آبان ماه ۱۳۹۸ بود که در اعتراض به بالا رفتن قیمت بنزین شکل گرفت و مردم جان به لب رسیده که خواهان آزادی و پایان دادن به فقر و تبعیض و بی‌عدالتی هستند، اعتراض‌شان را در شهرهای مختلف ایران در خیابان‌ها نشان دادند.» و درادامه گفتند: ولی شلیک گلوله و قطع اینترنت برای خفه کردن صداها جواب حکومت جمهوری اسلامی به آنها بود، آنها خواستار اعزام کمیسر عالی حقوق بشر و گزارشگر ویژه حقوق بشر سازمان ملل برای بازدید به ایران و تشکیل کمیته حقیقت‌یاب با حضور و نظارت خانواده‌های آسیب‌دیده برای بررسی ابعاد فاجعه و اعلام دقیق تعداد کشته‌شدگان، مجروحان و بازداشت‌شدگان و روشن‌شدن وضعیت فرزندان‌شان و هم‌چنین «شناسایی عوامل دست‌اندرکار در این جنایت» شده‌اند.[۱۵۲]
- روز شنبه ۲۱ دسامبر، ۵ زن زندانی، نرگس محمدی، یاسمن آریانی، آتنا دائمی، صبا کردافشاری و منیره عربشاهی، تحصنی ۶ روزه را در همبستگی با جانباختگان اعتراضات آبان‌ماه در دفتر بند زنان سیاسی زندان اوین شروع کردند. آنها تأکید کردند که تحصن‌شان در اعتراض به سیاست‌های سرکوبگرانه حکومت علیه مردم ایران و اختناق حاکم بر جامعه تا روز چهلم کشته‌شدگان ادامه دارد.[۱۵۳][۱۵۴]
- در شامگاه ۱۰ بهمن ۱۳۹۸ در مراسم سیزدهمین جشن منتقدان و نویسندگان سینمای ایران همایون غنی‌زاده از هنرمندان خواست تا در کنار مردم ایران باشند و گفت: «سکوت دربارهٔ فجایعی مثل آبان ۹۸ قباحت دارد.»[۱۵۵][۱۵۶] همایون غنی‌زاده جایزه‌اش را به پویا بختیاری، از قربانیان اعتراضات آبان ۹۸، تقدیم کرد و او را «کشته راه وطن» خواند. حامد بهزاد گفت: «ما خود مردمیم این اسم مزخرف سلبریتی از روی صورت ما بردارید.».[۱۵۵][۱۵۶]

## ایرانیان خارج از کشور
با گسترش اعتراض‌های داخل ایران، ایرانیان مقیم خارج از کشور در حمایت از معترضان، در نقاط مختلف جهان تجمع‌هایی برگزار کردند.
در اروپا این تجمع‌ها در شهرهای دوسلدورف، هامبورگ، اشتوتگارت، دورتموند، کمنیتس، پراگ، پاریس، استکهلم، گوتنبرگ، هلسینکی، اسلو و زوریخ برگزار شد. در دوم آذر در شهر کلن، صدها ایرانی در محوطه بیرونی ایستگاه قطار مرکزی گرد هم آمدند و در قطعنامه‌ای از مقامات اروپایی خواستند در اعتراض به سرکوب مردم، سفیران خود را از ایران فرا بخوانند.
در اسرائیل نیز گروهی از مردم با در دست داشتن پرچم شیر و خورشید و پرچم اسرائیل، از اعتراضات مردم ایران حمایت کردند. در استرالیا گروهی از ایرانیان مقیم ملبورن در روز سه شنبه ۲۸ آبان، تجمعی اعتراضی علیه جمهوری اسلامی و حمایت از مردم ایران در میدان فدراسیون برپا کردند. در سیدنی هم در روز شنبه ۲ آذر، تجمعی اعتراضی برپا شد. در کانادا هم گروهی از ایرانیان ساکن تورنتو و ونکوور در حمایت از اعتراضات مردم ایران تجمعاتی برگزار کردند.
در آمریکا تجمعاتی در حمایت از معترضان ایرانی، مقابل کاخ سفید در واشینگتن و در لس‌آنجلس برگزار شد.
صدها نفر از ایرانیان هوادار شورای ملی مقاومت ایران روز دوشنبه ۱۱ آذر ۱۳۹۸ در اعتراض به کشتار و سرکوب انجام شده در ایران که منجر به کشته شدن صدها نفر شده است در پاریس تظاهراتی برگزار کردند و این کشتار را مصداق بارز جنایت علیه بشریت دانسته و محکوم کردند.
روز پنج‌شنبه ۲۶ دسامبر ۲۰۱۹ ایرانیان آزاده و هواداران سازمان مجاهدین به مناسبت چهلم ۱۵۰۰ کشته اعتراضات آبان ۱۳۹۸ در جلوی سفارت ایران در برلین تظاهراتی برگزار کرده و خواستار تشکیل یک کمیسیون تحقیق از سوی اتحادیه اروپا و سازمان ملل شدند.
شاهین نجفی با انتشار دو ترک موسیقی تحت عنوان‌های سیل و بشمار به وقایع آبان ۹۸ واکنش نشان داد. 

## رسانه‌ها
- خبرگزاری رویترز در گزارش ویژهٔ خود بتاریخ ۲۳ دسامبر ۲۰۱۹ نوشت رهبر ایران در جلسه‌ای با حضور مقامات امنیتی و دولتی، از آن‌ها خواسته تا به هر قیمتی که شده اعتراضات مردم را متوقف کنند. رویترز در این گزارش از قول سه مقام رسمی جمهوری اسلامی، تعداد کشته شدگان را ۱۵۰۰ نفر شامل ۴۰۰ زن، ۱۷ نوجوان و تعدادی از مأموران امنیتی و پلیس اعلام کرد.[۳]

## نشست خبری برایان هوک
روز پنجشنبه ۱۲ دسامبر ۲۰۱۹ برابر با ۱۴ آذرماه ۱۳۹۸ برایان هوک رئیس گروه اقدام ایران در وزارت خارجه ایالات متحده آمریکا گفت، با اشاره به گزارش‌ها و فیلم‌هایی که از اعتراض‌ها در ایران دریافت کرده‌اند، به موارد مختلفی ازجمله کشتار معترضان در نیزارهای ماهشهر و کشته‌شدن چندین کودک اشاره کرد و گفت: «همان‌طور که حقیقت ذره ذره از ایران درز می‌کند، به نظر می‌رسد رژیم بیش از ۱۰۰۰ شهروند ایرانی را از زمان آغاز اعتراض‌ها کشته باشد.»

### بخش‌هایی از صحبت‌های برایان هوک
در اعتراضات ۱۶ نوامبر در ماهشهر، چند معترض راه را بسته بودند. وزارت خارجه فیلم‌هایی دریافت کرده که در آن‌ها مشخص است بعد از آنچه اتفاقی افتاده.» سپاه بدون هشدار به روی همه آتش گشوده و عده بسیاری را کشته است. خیلی از معترضان به نیزاری که در نزدیکی بوده فرار کرده‌اند، بعد سپاه آن‌ها را دنبال و محاصره کرده و آن‌ها را به رگبار بسته است. فریاد قربانیان به گوش می‌رسیده است.» در همین یک رویداد، رژیم ایران، بیش از صد ایرانی را کشته است. اجساد را با کامیون برده است و نمی‌دانیم به کجا. ما هرچه بیشتر متوجه می‌شویم که رژیم ایران با مردم خودش چگونه رفتار می‌کند.
گزارش‌هایی دیدیم که براساس آن‌ها، صدها نفر در تهران و اطراف آن در اعتراض‌ها کشته‌شده‌اند. این واقعیتی است که در ایران اتفاق افتاده و نشان می‌دهد که این رژیم می‌تواند بیش از ۱۰۰۰ شهروند خودش را بکشد و بعد از شروع اعتراض‌ها، کشته است. ما نمی‌توانیم این را به‌طور دقیق تأیید کنیم، چون اطلاعات بیرون نمی‌آید، ولی ده‌ها کودک ۱۴ و ۱۲ ساله کشته شده‌اند. اعتراضات اخیر بدترین بحران سیاسی بود که ایران دیده است. این اعتراض‌ها هیچ‌کدام علیه آمریکا نبوده و مافیای فاسد در حکومت ایران را هدف گرفته است.